# باندليس
باندليس (بالإنجليزية: Pandėlys) هي منطقة سكنية تقع في ليتوانيا في Rokiškis district municipality.[بحاجة لمصدر] يقدر عدد سكانها بـ 985 نسمة .